# تاريخ أرمينيا (كتاب)

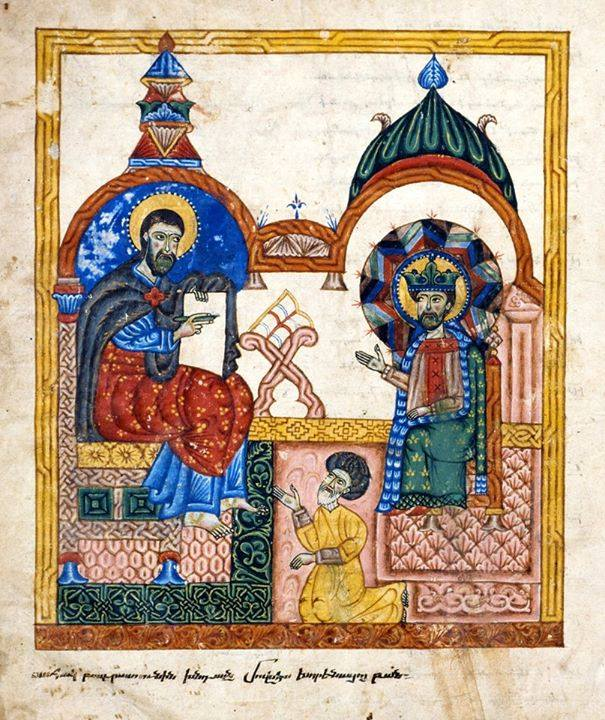

تاريخ أرمينيا للمؤلف موفزيس خوريناتسي يتحدث عن تاريخ وأصول الأرمن وتفاعلها مع الأمبراطوريات الساسانية والبيزنطية والأرزاقية .
كما يحتوي على أساطير الأرمنية القديمة ومعلومات عن الأرمنية الوثنية.
ويحتوي معلومات عن تاريخ وثقافات الدول المجاورة لأرمينيا.

## تأليف
حتى القرن التاسع، عشر وافق معظم العلماء على تاريخ موفزيس.

## المحتويات
الكتاب مقسم إلى ثلاثة أجزاء:
- علم الأنساب لأرمينيا: يشمل تاريخ أرمينيا من البداية وصولاً لأسكندر الأكبر.
- تاريخ الفترة الوُسطى لأجداد الأرمن: استكمالاً من أسكندر الأكبر وصولاً لوفاة غريغوريوس المنور.
- الجزء الثالث:يتحدث عن الإطاحة بأسرة أرشكوني
- الجزء الرابع: يتحدث عن تاريخ الإمبراطور زينو في خلال هذا الوقت كان هناك ثلاث حروب.

### بَتْرَك
هذا الكتاب يتكون من 32 فصل، من آدم إلى أسكندر الأكبر.

## الطبعات والترجمات
| الرقم | السنة  | المكان   | الناشر              |
| ----- | ------ | -------- | ------------------- |
| 1     | 1695   | أمستردام | توفامس فاناندسيتي   |
| 2     | 1736   | لندن     | وليام وجورج ويتستون |
| 3     | 1752   | البندقية | أنطون بورتولي       |
| 4     | 1827   | البندقية | الآباء الأرمن       |
| 5     | 1841   | البندقية | دي فلوريفار         |
| 6     | 1843   | البندقية | الآباء الأرمن       |
| 7     | 1845   | باريس    | الآباء الأرمن       |
| 8     | 1864   | البندقية | الآباء الأرمن       |
| 9     | 1881   | تبليسي   |                     |
| 10    | 1881   | تبليسي   |                     |
| 11    | 1913   | تبليسي   |                     |
| 12    | 1910's | تبليسي   |                     |

تحت الحكم السوفياتي،نُشر الكتاب العديد من المرات.

## روابط خارجية
Movses of Chorene, "The History of Armenia" (in Armenian)
History of the Armenians, Moses Khorenats'i. Commentary on the Literary Sources by R. Thomson